# Jørgen Jensen (underdirektør)
 Der er flere personer med dette navn, se Jørgen Jensen.
Jørgen Andreas Jensen (født 10. juni 1915 i Korsør, død 1. december 1970) var en dansk økonom og politiker. Han arbejdede i Industrirådet fra 1947  til sin død og var underdirektør fra 1960. Jørgen Jensen var medlem af Folketinget for Det Konservative Folkeparti fra 1960 til han døde i 1970.

## Opvækst, uddannelse og erhverv
Jørgen Jensen blev født i København i 1915 som søn af rangermester ved DSB Simon Andreas Jensen. Han blev student fra Sorø Akademi i 1933 og cand.polit. i 1944.
I studietiden arbejdede han i Direktoratet for Vareforsyning fra 1940 til 1943. Han blev sekretær i Industrirådet i 1943 og var fungerende sekretær i Finansministeriet 1945-46. I 1947 vendte han tilbage til Industrirådet hvor han arbejdede resten af sit liv. Han blev fuldmægtig i 1948, kontorchef i 1950 og underdirektør i 1960. Fra 1947 til 1951 var han leder af Dansk Arbejdsgiverforenings og Industrirådets erhvervsøkonomiske institut og redaktør af instituttets publikation Erhvervsøkonomiske Meddelelser. Fra 1955 var han ansvarshavende redaktør af Industrirådets blad Tidsskrift for industri.

## Politiker
Jørgen Jensen blev opstillet til Folketinget i Sorø Amtskreds i 1957 og skiftede til Holbækkredsen i 1960. Han blev til Folketinget ved folketingsvalget i 1960 i Holbæk Amtskreds og genvalgt ved de følgende valg i 1964, 1966 og 1968.

## Tillidsposter
Jørgen Jensen havde en lang række tillidsposter:
- Næstformand for Birkerød private Forberedelsesskole 1951-1955
- Medlem af Birkerød ligningskommission 1952-1954
- Medlem af Finansministeriets toldforhandlingsudvalg 1952-1961
- Medlem af den danske delegation ved GATT-konferencerne i Genève 1956 og 1960
- Medlem af det grønlandske lærlingeudvalg 1958
- Medlem af repræsentantskabet for Almindelig Investeringsforening 1959 og kommitteret for samme fra 1962
- Medlem af repræsentantskabet for Holbæk Seminarium fra 1961
- Delegeret ved NATO-parlamentarikerkonferencen i 1963 og ved Nordisk Råd 1964, medlem fra 1966
- Medlem af Landsskatteretten fra 1963
- Medlem af Egnsudviklingsrådets støtteudvalg 1966-1967, suppleant i Egnsudviklingsrådet fra 1967
- Medlem af Foreningen Nordens Råd fra 1967
- Medlem af Finansudvalget fra 1960
- Medlem af Pristalsnævnet fra 1968

## Publikationer
- Jørgen Jensen: Dansk industri : industriens stilling i Danmarks erhvervsliv og økonomi, Industrirådet 1953.[2]

Han har desuden bidraget til flere samleværker og skrevet artikler og kronikker i aviser og tidsskrifter.

## Død
I sommeren 1970 var Jørgen Jensen alvorlig syg, men han havde genoptaget sit arbejde da han pludselig døde 1. december 1970 i en alder af 55 år.